# Albert Bouzanquet
Pour les articles homonymes, voir Bouzanquet.
Albert Bouzanquet, né le 31 août 1897 à Clarensac et décédé le 28 janvier 1971 à Paris 10e, est un syndicaliste et résistant français.

## Biographie

### Militant de la CGT
Vivant en Tunisie, Albert Bouzanquet y est l'un des animateurs de la CGT. Il s'oppose en 1934 au résident général de France en Tunisie, Marcel Peyrouton. Il est muté « par mesure disciplinaire à Grenoble », mais revient par la suite en Tunisie où il est secrétaire général de la CGT.

### La Résistance
Ayant rejoint la Résistance, il est membre à partir du 15 novembre 1943 de l'Assemblée consultative provisoire d'Alger. Après la guerre, il reçoit la médaille de la Résistance française.

### La fondation de Force ouvrière
Directeur du Peuple depuis 1945, démissionnaire avec Léon Jouhaux du bureau confédéral de la CGT en décembre 1947, il cofonde avec lui, ses collègues Robert Bothereau, Pierre Neumeyer, Georges Delamarre et des militants non communistes de la vieille confédération, un nouveau syndicat, la CGT-FO pour continuer la « vieille » CGT, fidèle à la charte d'Amiens.
Bouzanquet devient alors secrétaire confédéral de FO, et directeur du journal éponyme « Force ouvrière ». Il est également journaliste au Provençal et à la Dépêche du Midi, et enseigne au Collège libre des sciences économiques et sociales.
Il était également franc-maçon.